# جيمي كوني (لاعب كرة قاعدة)
جيمي كوني (بالإنجليزية: Jimmy Cooney)‏ هو لاعب كرة قاعدة أمريكي، ولد في 9 يوليو 1865 في كرانستون في الولايات المتحدة، وتوفي بنفس المكان في 1 يوليو 1903.

## وصلات خارجية
- جيمي كوني (لاعب كرة قاعدة) على موقعبيزبول رفرنس.كوم (الدوري الرئيسي) (الإنجليزية)
- جيمي كوني (لاعب كرة قاعدة) على موقعبيزبول رفرنس.كوم (الدوري الثانوي) (الإنجليزية)
- جيمي كوني (لاعب كرة قاعدة) على موقع مشجعي الرسوم البيانية (الإنجليزية)